# Menen

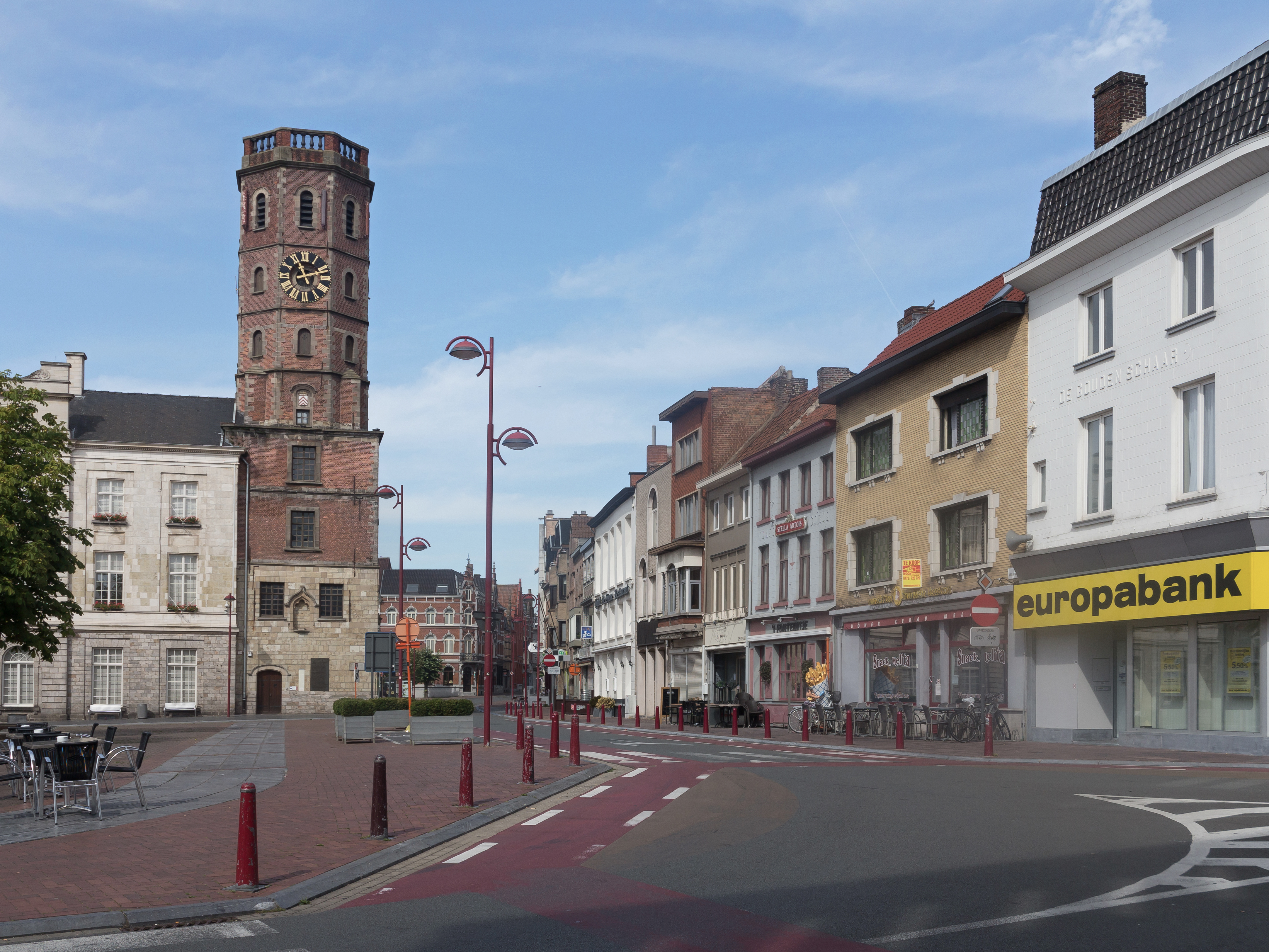
Menen, el ayuntamiento y el beffroi

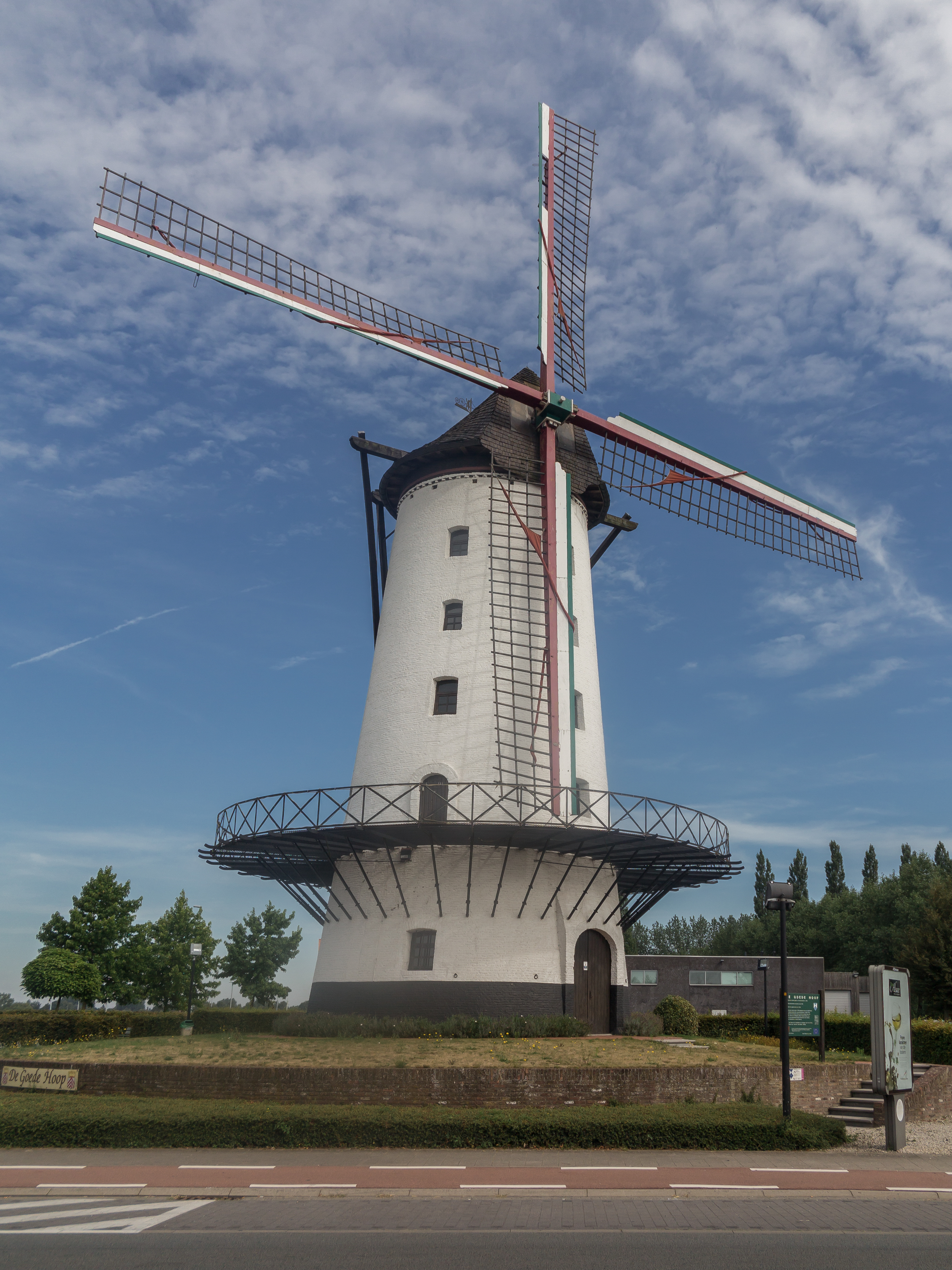
Molino: molen de Goede Hoop

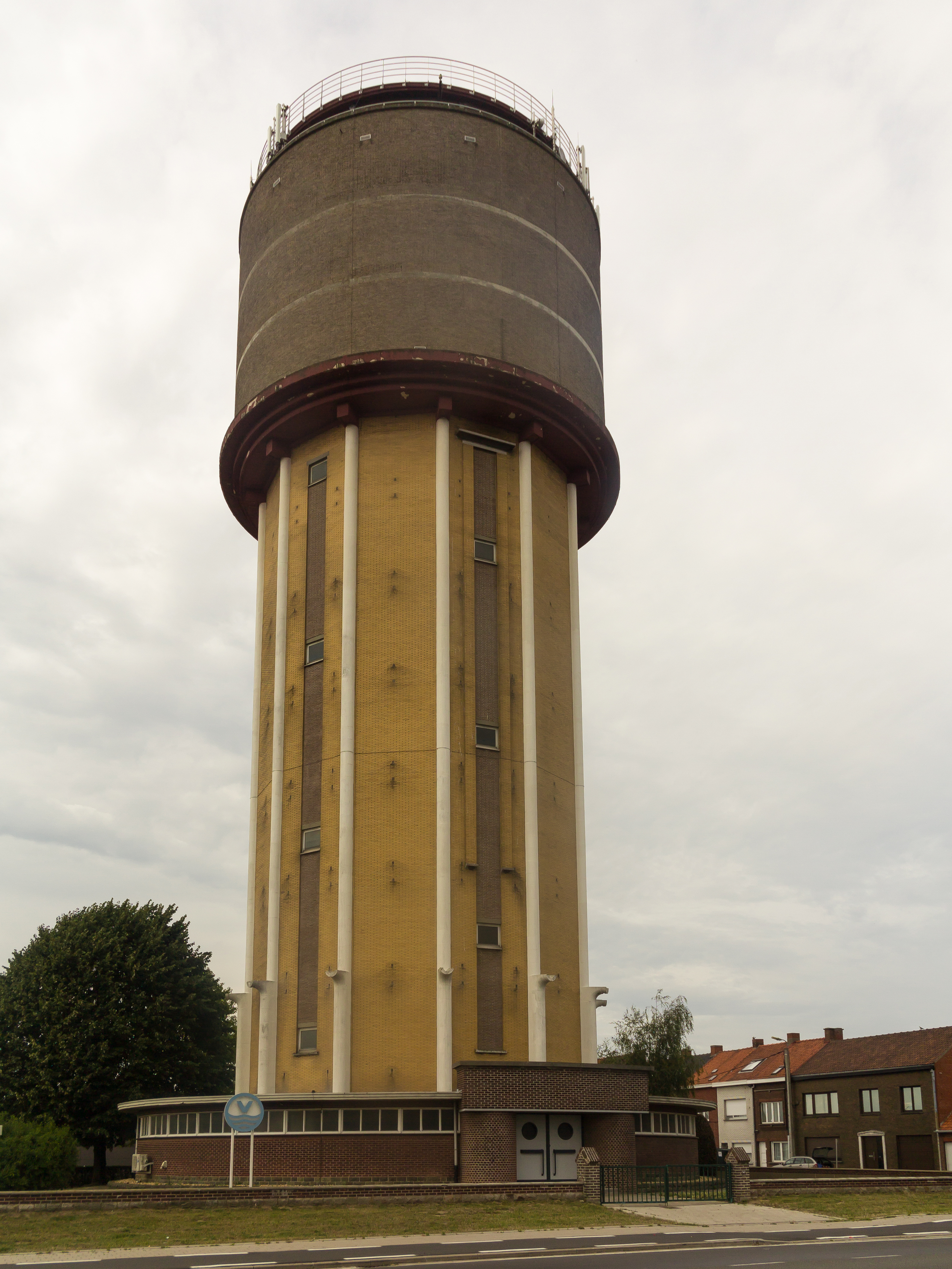
Torre de agua

Menen (en francés: Menin) es una Commune o término municipal de Bélgica, situada en la provincia de Flandes Occidental. A comienzos de 2018 contaba con una población total de 33.190 personas. La ciudad da nombre a la Puerta de Menen, un monumento situado en la ciudad de Ypres en memoria de los caídos en la Primera Guerra Mundial.

## Historia
La situación fronteriza de Menen, perteneciente a los Países Bajos Españoles, con el Reino de Francia dio lugar a que la ciudad sufriera numerosos asedios a lo largo de la historia (22, entre 1579 y 1830). Estuvo en poder de los rebeldes neerlandeses desde el Edicto perpetuo de 1577 hasta su recuperación por las tropas españolas en 1583, después de su victoria en la batalla de Steenbergen. Fue ocupada por los franceses al mando de Turenne en 1658, pero devuelta a España por el Tratado de los Pirineos al año siguiente. Mediante el Tratado de Aquisgrán de 1668, la ciudad fue cedida a Francia. Durante ese período, el Marqués de Vauban la convirtió en una fortificación modelo (1679-1689). En 1706 fue sitiada y tomada por el ejército aliado del Duque de Marlborough el 25 de agosto. Mediante el Tratado de Utrecht pasó a los Países Bajos Austríacos en 1714.

## Geografía
Se encuentra al oeste del país, al sur de Cortrique, en la frontera con Francia y está bañada por el Río Lys.
La extensión del término es de 33,07 km², con una densidad de población de 1003,6 habitantes por km².

### Secciones del municipio
El municipio comprende los antiguos municipios, que se fusionaron en 1977:
| - Menen - Lauwe - Rekkem |

## Demografía

### Evolución
El siguiente gráfico refleja su evolución demográfica, incluyendo municipios después de efectuada la fusión el 1 de enero de 1977.
| Gráfica de evolución demográfica de Menen entre 1846 y 2020 |
|                                                             |

## Enlaces relacionados
- Sitio oficial del término municipal de Menen

- Datos: Q213224
- Multimedia: Menen / Q213224